# Óblast autónomo Checheno
El Óblast Autónomo Checheno (en ruso: Чеченская автономная область), u Óblast Autónoma de Chechenia (en ruso: автономная область Чечни), fue una entidad territorial administrativa autónoma de la RSFS de Rusia creada el 30 de noviembre de 1922, cuando se separó de la República Autónoma Socialista Soviética de la Montaña y asignado al Krai del Cáucaso Norte el 16 de octubre de 1924, y existió hasta el 15 de enero de 1934. Su capital era Grozni.

## Referencias

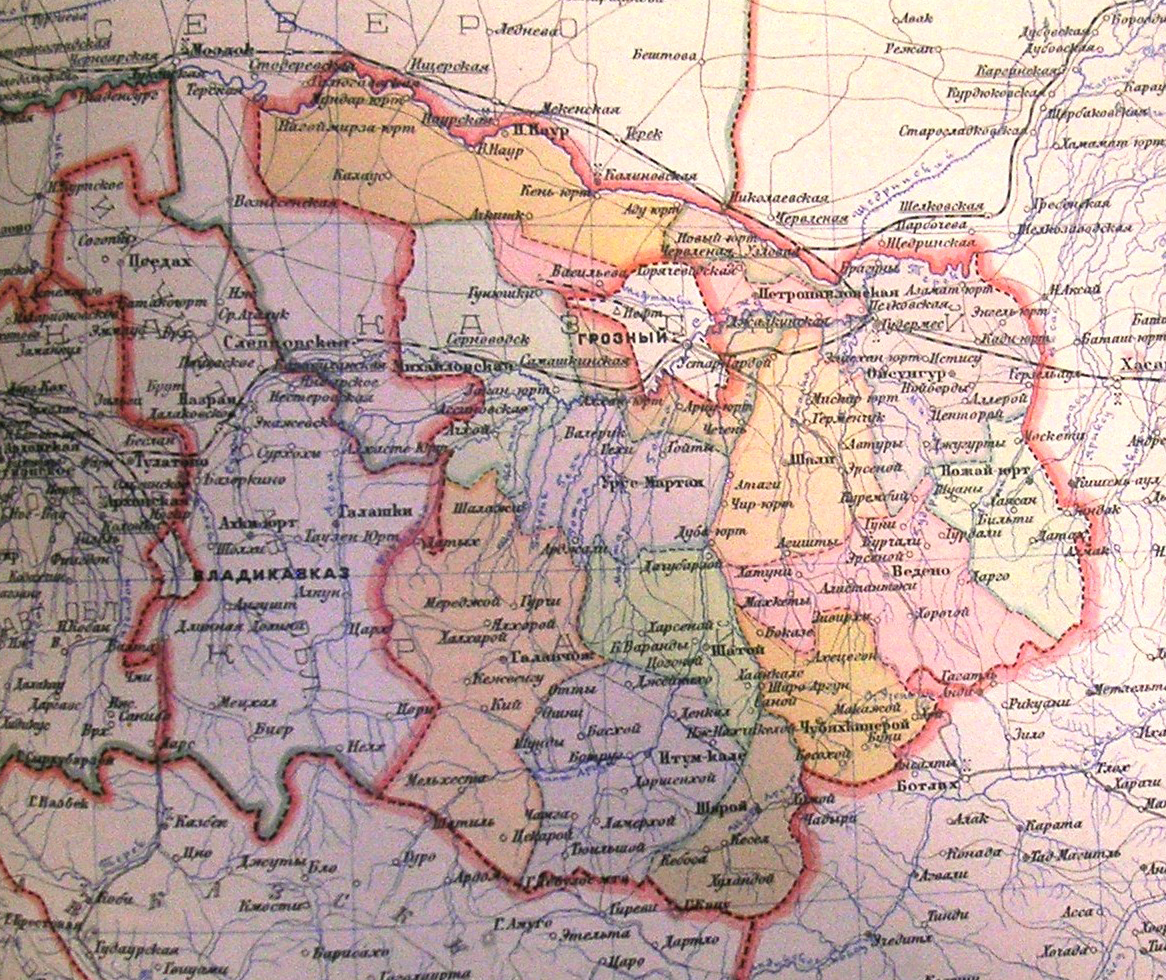
Óblast Autónomo Checheno en 1928.